# Anijskurkzwam
De anijskurkzwam (Trametes suaveolens) is een paddenstoel die behoort tot de familie Polyporaceae. Hij heeft poriën en ruikt naar anijs.

## Kenmerken
Het vruchtlichaam is wit van kleur of okerachtig. De hoed is tussen de 2 tot 12 cm breed en 2 tot 8 cm diep, bij de aanhechting is de zwam tussen de 2 en 4 centimeter dik. De buisjeslaag is enkele mm dik en de tamelijk grove poriën meten 1 tot 3 millimeter. Het zijaanzicht is daardoor dik driehoekig tot consolevormig. De zwam is eenjarig en het gehele jaar door te vinden. Hij ruikt onmiskenbaar naar anijs. 

## Ecologie
De zwam groeit vaak op knotbomen van de geslachten wilg (Salix) en populier (Populus). Het is een necrotrofe parasiet die voornamelijk leeft van dood hout en witrot veroorzaakt. De bomen staan dikwijls langs rivieren, bijvoorbeeld in grienden, moerasgebieden en vochtige weilanden.

## Verspreiding
De anijskurkzwam komt voor in Midden- en Noord-Europa, in Azië tot in China en Korea, en ook in Noord-Amerika. Landen waar hij als bedreigd te boek staat zijn Denemarken, Engeland, Estland, Litouwen, Noorwegen en Zweden. In Zweden komt de soort slechts op 15 plaatsen voor. In Nederland en Vlaanderen is de zwam matig algemeen, hij staat er op de Rode Lijst in de categorie 'Kwetsbaar'.